# Federico García Lorca: Asesinato en Granada
Federico García Lorca: Asesinato en Granada es un documental de 1976 dirigido por Humberto López y Guerra y producido por la televisión sueca TV1 sobre el conocido poeta y dramaturgo español Federico García Lorca. 
El documental fue el primer gran éxito de López y Guerra como realizador en Suecia e internacionalmente. El filme fue exhibido en más de una docena de cadenas de televisión en Europa y Estados Unidos. Sobre su estreno en la televisión española el New York Times escribió en octubre de 1980 que fue la mayor teleaudiencia de la televisión en España en aquellos años. Asesinato en Granada representó a Suecia en los festivales de Lille en Francia en 1977; Festival dei Populi, Florencia, Italia, 1977 y Festival del Cine en Barcelona, España, 1978.